# William Sidney, 1. vikomt De L'Isle
William Philip Sidney, 1. vikomt De L'Isle (William Philip Sidney, 1st Viscount De L'Isle, 6th Baron de L'Isle and Dudley, 7th Baronet Shelley–Sidney of Penshurst Place, 9th Baronet Shelley of Castle Goring) (23. května 1909, Londýn, Anglie – 5. dubna 1991, Tonbridge, Anglie) byl britský státník ze starého šlechtického rodu. Aktivně se zúčastnil druhé světové války, krátce byl poslancem Dolní sněmovny, od roku 1945 jako dědic titulu barona zasedal ve Sněmovně lordů. Patřil ke Konzervativní straně a v druhé Churchillově vládě zastával funkci ministra letectva (1951–1955). V roce 1956 získal titul vikomta a v letech 1961–1965 byl generálním guvernérem v Austrálii.

## Kariéra
Pocházel ze starobylé šlechtické rodiny (připomínané pod jménem Sidney nebo Sydney), která v této linii od roku 1835 užívala titul barona De L'Isle a patřila k nemanželskému potomstvu krále Viléma IV. William se narodil jako jediný syn Williama Sidneye, 5. barona de L'Isle (1859–1945), který byl starostou v Chelsea a členem londýnské městské rady. Studoval v Etonu a Cambridge, poté pracoval jako účetní, aktivně se zúčastnil druhé světové války, bojoval převážně v Evropě a dosáhl hodnosti majora, v roce 1944 obdržel Viktoriin kříž. V letech 1944–1945 byl poslancem Dolní sněmovny za Konzervativní stranu (ve volebním obvodu Chelsea nahradil Samuela Hoare, který tehdy získal titul vikomta). V roce 1945 po otci zdědil titul barona a vstoupil do Horní sněmovny, v létě 1945 byl krátce parlamentním tajemníkem na ministerstvech potravinářství a státních důchodů, poté mezi peery patřil ke konzervativní opozici. V letech 1951–1955 byl členem druhé Churchillovy vlády jako státní sekretář letectva, od roku 1951 též členem Tajné rady. V roce 1956 obdržel titul vikomta.
Po smrti Williama Morrisona byl na návrh australského premiéra Roberta Menziese jmenován generálním guvernérem Austrálie (seznámili se během Sidneyovy cesty do Austrálie, když byl ministrem letectva). Do funkce nastoupil v srpnu 1961 a setrval v ní čtyři roky do května 1965, podobně jako jeho předchůdci již nezasahoval do politiky a věnoval se především ceremoniálním záležitostem. V roce 1968 obdržel Podvazkový řád a v letech 1968–1991 byl kancléřem Řádu sv. Michala a sv. Jiří. Kromě toho zastával řadu dalších čestných funkcí, mimo jiné byl zástupcem místodržitele v Kentu. Byl kurátorem Britského muzea (1950–1991) a Národní portrétní galerie (1965–1972), titul baroneta Shelleye z Goring Castle zdědil po vzdáleném příbuzném v roce 1965. Mezitím v roce 1963 získal velkokříž Viktoriina řádu.

## Rodina

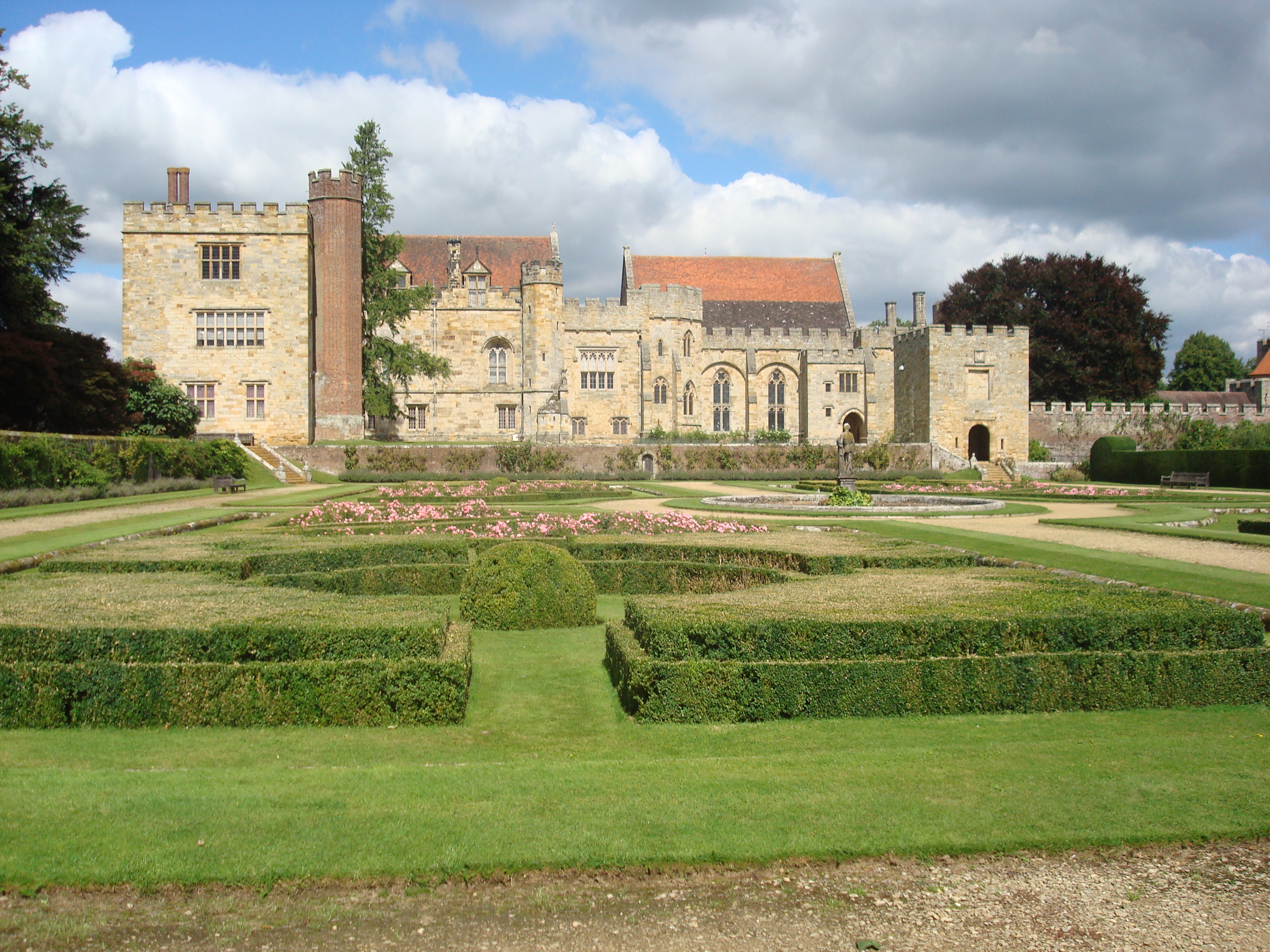
Zámek Penshurst Place (Kent), hlavní sídlo Sidneyů od roku 1552

Během své aktivní služby za druhé světové války se v roce 1940 oženil s Jacqueline Vereker (1914-1962), dcerou maršála Johna Verekera. Jacqueline zemřela v Austrálii v roce 1962, společenské povinnosti první dámy Austrálie pak do roku 1965 převzaly jejich dcery Elizabeth (1941–2016) a Catherine (*1942). Dědicem titulu vikomta je syn Philip Sidney, 2. vikomt De L'Isle (*1945), který sloužil v armádě, poté zastával funkce ve správě hrabství Kent a sídlí na zámku Penshurst Place.
Majetkem rodu Sidneyů je od roku 1552 starobylý zámek Penshurst Place v Kentu, který je sice hlavním rodovým sídlem, ale je otevřen pro veřejnost. Hodnota majetku rodiny se odhaduje na čtyři milióny liber.